# Hu Zhengyan
Hu Zhengyan (chinês: 胡正言; Xiuning, 1584 – Pequim, 1674) foi um desenhista e editor chinês. Trabalhou em caligrafia, pintura tradicional chinesa e na produção de sinetes, embora, sobretudo editor, produzindo textos acadêmicos e registros de seu próprio trabalho.
Hu viveu em Nanquim durante a transição da dinastia Ming para a dinastia Qing (1636) Em função da sua lealdade a Ming, foi-lhe oferecido um cargo na corte do imperador Hongguang, mas recusou, ocupando apenas um cargo político de menor expressão. Hu, no entanto, desenhou o selo pessoal do imperador Hongguang, e sua lealdade à nova dinastia era tal que ele se afastou da vida social após a captura e morte do imperador em 1645. 
Hu possuía e dirigia uma editora acadêmica chamada Estúdio dos Dez Bambus, na qual praticava várias técnicas de impressão policromáticas e em relevo, e na qual empregou vários membros de sua família. Sendo seu trabalho no Estúdio pioneiro em novas técnicas de imagens coloridas, que proporcionavam delicados gradientes de cor que até então não eram possíveis obter nesta forma de arte.
Hu é mais conhecido por sua cartilha intitulada O Manual do Estúdio dos Dez Bambus de Hu Zhengyuan, que foi publicada continuamente por cerca de 200 anos. Seu estúdio também publicou catálogos de selos, textos acadêmicos e médicos, livros de poesia e papéis de escrita decorativa. Muitos deles foram editados e prefaciados por ele e seus irmãos.

## Biografia
Hu nasceu no condado de Xiuning, província de Anhui, em 1584 ou início de 1585. Tanto seu pai quanto seu irmão mais velho Zhengxin (正心, nome artístico Wusuo, 無所) eram médicos. Quando completou 30 anos, Hu viajou com o pai e o irmão enquanto praticavam medicina nas áreas ao redor de Lu'an e Huoshan. É comum afirmar que o próprio Zhengyan também era médico, embora as fontes mais antigas que atestam isso ocorram apenas na segunda metade do século XIX.
Em 1619, Hu mudou-se para Nanquim, onde viveu com sua esposa Wu. Sua casa em Jilongshan (雞籠山, agora também conhecida como Beiji Ge), uma colina localizada dentro da muralha norte da cidade, serviu como casa de reunião para artistas com ideias semelhantes. Hu chamou-a de Estúdio dos Dez Bambus (Shizhuzhai, 十竹齋), em homenagem às dez plantas de bambu que cresciam em frente à propriedade. Funcionava como sede de sua gráfica, onde empregava dez artesãos, incluindo seus dois irmãos Zhengxin e Zhengxing (正行, nome artístico Zizhu, 子著) e seus filhos Qipu (其樸) e Qiyi (其毅, nome de cortesia 致果).

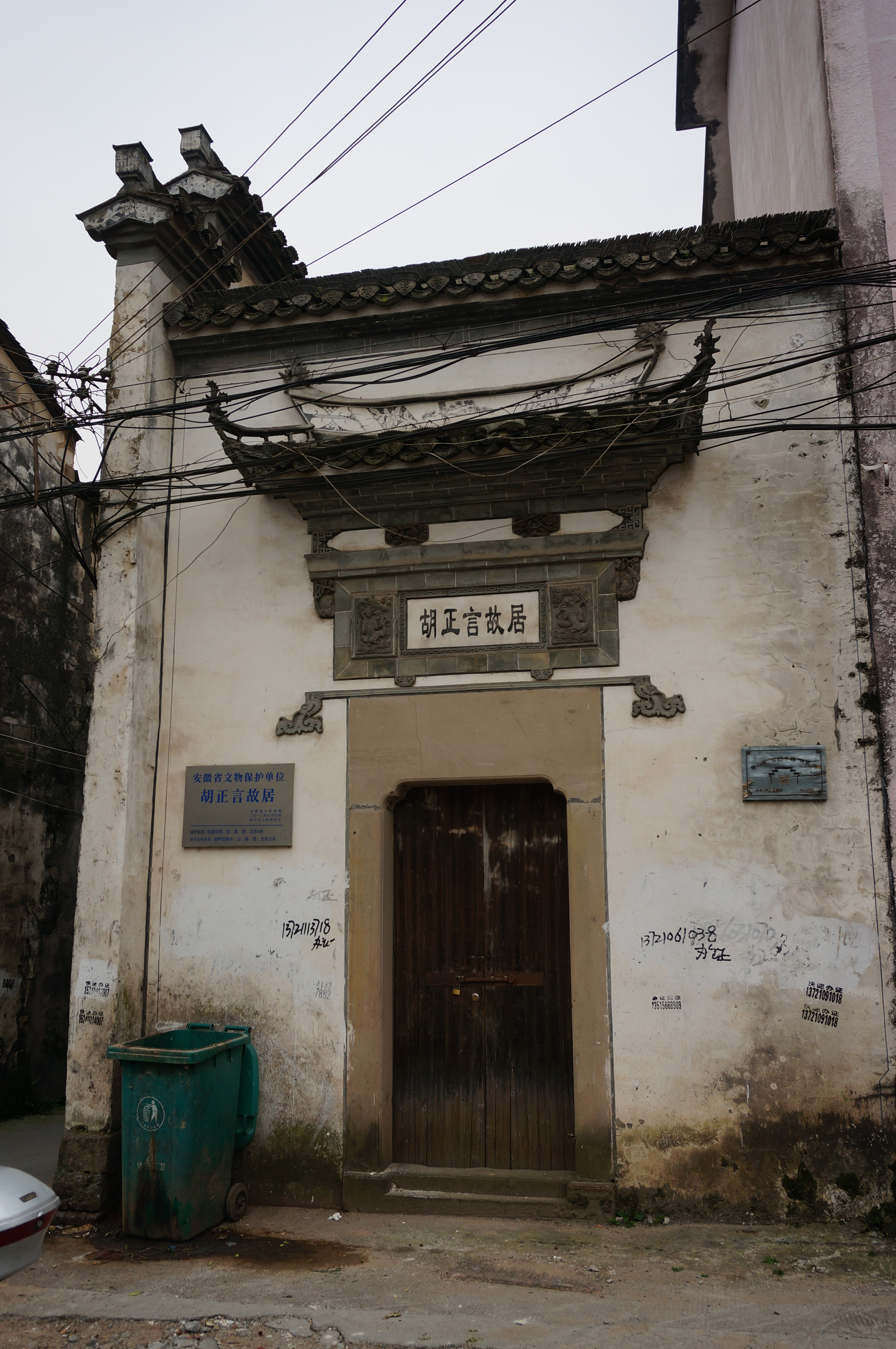
Antiga residência de Hu em Xiuning

Durante a vida de Hu, a dinastia Ming, que governou a China por mais de 250 anos, foi derrubada e substituída pela última dinastia imperial da China, a dinastia Qing. Após a queda da capital Pequim, em 1644, alguns membros da família imperial e alguns ministros criaram um regime leal a Ming em Nanquim, com Zhu Yousong no trono como imperador Hongguang. Hu, que era conhecido por sua escultura de sinetes e seu conhecimento da escrita de selo, criou um sinete para o novo imperador. A corte ofereceu-lhe o cargo de redator do secretariado (zhongshu sheren, 中書舍人) como recompensa, mas ele não aceitou o cargo (embora tenha concedido a si mesmo o título de zhongshu sheren em alguns de seus selos pessoais posteriores).
De acordo com A História Perdida no Sul, de Wen Ruilin (Nanjiang Yishi, 南疆繹史), antes da invasão Qing Hu teria estudado na Universidade de Nanquim e, enquanto estudante, foi contratado pelo Ministério dos Ritos para registrar proclamações oficiais. Nesta função, Hu teria redigido a Divulgação Promocional de Aprendizagem Minoritária (Qin Ban Xiaoxue, 御頒小學) e o Registro de Lealdade Demonstrativa (Biaozhong Ji, 表忠記). Como recompensa, teria sido promovido a um cargo no Ministério de Pessoal e admitido na Academia Hanlin. Mas antes que pudesse assumir esse cargo, Pequim havia sucumbido à rebelião dos Manchus. No entanto, como as biografias contemporâneas não fazem menção a esses eventos (o trabalho de Wen não foi publicado até 1830), tem sido sugerido que foram fabricados após a morte de Hu.
Após o fim da dinastia Ming, em 1646, Hu retirou-se da vida pública e entrou em reclusão. Xiao Yuncong e Lü Liuliang fizeram visitas a ele durante seus últimos anos, em 1667 e 1673, respectivamente. Hu morreu na pobreza aos 90 anos de idade, por volta do final de 1673 ou início de 1674.

## Escultura de sinetes

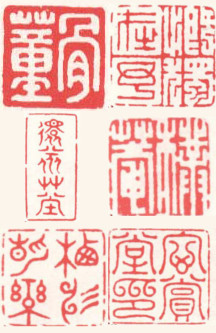
Exemplos de escultura de sinetes de Hu Zhengyan

Hu Zhengyan foi um notável escultor de sinetes, produzindo selos pessoais para vários dignitários. Seu estilo estava enraizado na tradição clássica da dinastia Han e foi um seguidor da escola de escultura Huizhou, fundada por seu contemporâneo He Zhen. A caligrafia de Hu, embora equilibrada e com uma estrutura composicional clara, é um pouco mais angular e rígida do que os modelos clássicos que ele seguiu. Os selos de Huizhou tentam transmitir uma impressão antiga e desgastada, embora, ao contrário de outros artistas de Huizhou, Hu não envelhecesse artificialmente seus selos com regularidade.
O trabalho de Hu era conhecido fora de sua área de residência. Zhou Lianggong, um poeta que viveu em Nanquim na mesma época que Hu e era um notável conhecedor de arte, afirmou em Biografia de Escultores de Selos (Yinren Zhuan, 印人傳) que Hu "cria esculturas em pedra em miniatura com inscrições de selos muito disputadas e valorizadas pelos viajantes", deixando implícito que suas esculturas eram populares entre os visitantes e viajantes que passavam por Nanquim.
Em 1644, Hu assumiu a responsabilidade de criar um novo selo imperial para o imperador Hongguang, que esculpiu após um período de jejum e oração. Hu apresentou sua criação ao imperador acompanhada de um ensaio intitulado Grande Exortação do Selo (Dabao Zhen, 大寶箴), no qual lamentava a perda do selo do Imperador Chongzhen e implorava o favor dos céus para restaurá-lo. Hu tinha receio que seu ensaio caísse no esquecimento porque não o havia escrito na forma de dísticos rimados e iguais (pianti, 駢體) usados nos exames imperiais. No entanto, a sua submissão e o próprio selo foram aceitos pela corte Ming do Sul.

## EditoraEstúdio dos Dez Bambus

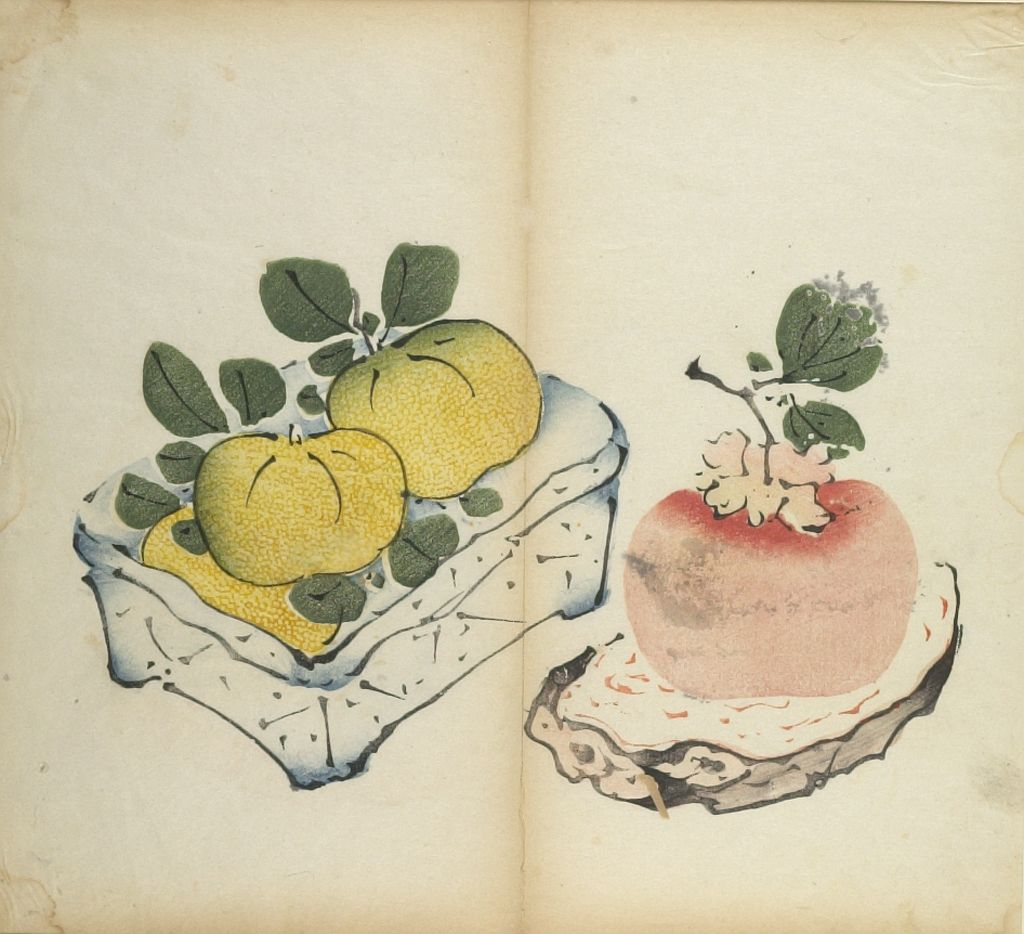
Frutas (caqui e três tangerinas Amarelas) desenhadas no Manual do Estúdio dos Dez Bambus de Hu Zhengyuan, mostrando a gradação de cores alcançada pelos métodos de impressão de Hu Zhengyan

Apesar de sua reputação como artista e entalhador de sinetes, a principal ocupação de Hu era a edição. Sua editora, o Estúdio dos Dez Bambus, produziu obras de referência em caligrafia, poesia e arte; livros de medicina; livros sobre etimologia e fonética; e cópias, bem como comentários sobre os clássicos confucionistas. Ao contrário de outras editoras da área, o Estúdio dos Dez Bambus não publicava obras de ficção narrativa, como peças de teatro ou romances. Essa inclinação para as instituições acadêmicas foi provavelmente consequência da localização do estúdio: a colina em que Hu residia ficava ao norte de Nanquim, em Guozijian (Academia Nacional), que proporcionava um mercado para textos acadêmicos. Entre 1627 e 1644, o Estúdio dos Dez Bambus produziu mais de vinte livros impressos desse tipo, destinados a um público rico e letrado. As primeiras publicações do estúdio foram livros de medicina, o primeiro dos quais – Prescrições Provadas para uma Miríade de Males (Wanbing Yanfang, 萬病驗方) – foi publicado em 1631 e provou ser popular o suficiente para ser reeditado dez anos depois. O irmão de Hu, Zhengxin, era médico e parece ter sido o autor desses livros.

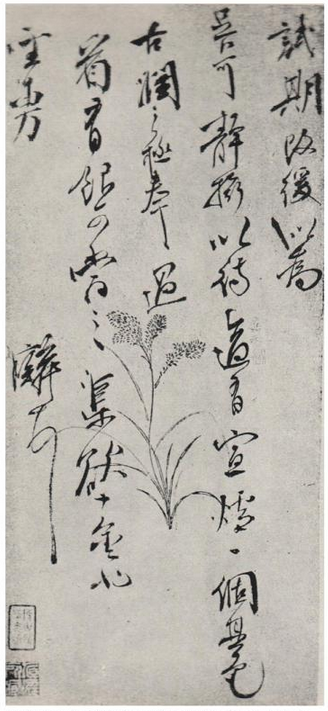
Carta do contemporâneo de Hu leal a Ming, Zou Zhilin, em papel decorativo do Estúdio dos Dez Bambus

Durante a década de 1630, o Estúdio dos Dez Bambus também produziu obras políticas exaltando o domínio dos Ming; estes incluíam Registro Imperial Ming de Lealdade (Huang Ming Biaozhong Ji, 皇明表忠紀), uma biografia de oficiais leais a Ming e Decretos da Dinastia Imperial Ming (Huang Ming Zhaozhi, 皇明詔制), com uma lista de proclamações imperiais. Após a queda da Dinastia Ming, Hu alterou o nome do estúdio para "Salão Enraizado no Passado" (Digutang, 迪古堂) como sinal de sua afiliação com a dinastia anterior, embora a marca Dez Bambus continuasse a ser usada. Apesar da reclusão de Hu da sociedade após 1646, o estúdio continuou a publicar durante a dinastia Qing, concentrando-se principalmente em catálogos de impressões de selos exibindo o trabalho de escultura de Hu.
Durante a dinastia Ming ocorreram progressos consideráveis no processo de impressão a cores na China. Em seu estúdio, Hu Zhengyan experimentou várias formas de impressão em xilogravura, criando processos para produzir impressões multicoloridas e desenhos impressos em relevo. Como resultado, Hu conseguiu produzir algumas das primeiras publicações impressas a cores na China, usando uma técnica de impressão em bloco conhecida como "impressão em blocos variados" (douban yinshua, 饾板印刷). Esse sistema utilizava vários blocos, cada um esculpido com uma parte diferente da imagem final e cada um com uma cor diferente. Foi um processo demorado e meticuloso, exigindo de trinta a cinquenta blocos de impressão gravados e até setenta tintas e impressões para criar uma única imagem. Hu também empregou uma forma relacionada de impressão em blocos múltiplos chamada "impressão em bloco" (taoban yinshua, 套板印刷), que existia desde a Dinastia Yuan, aproximadamente 200 anos antes, mas só recentemente voltara à moda. Hu refinou essas técnicas de impressão em bloco desenvolvendo um processo para limpar um pouco da tinta dos blocos antes de imprimir, o que lhe permitiu alcançar uma gradação e modulação de tons que até então não era possível.
Em algumas imagens, Hu empregou uma técnica de impressão em relevo (gonghua, 拱花) ou blocos em relevo (gongban, 拱板), usando um bloco impresso sem tinta para carimbar desenhos no papel. Ele usou isso para criar efeitos de relevo branco para nuvens e para destaques na água ou nas plantas. Este era um processo relativamente novo, tendo sido inventado pelo contemporâneo de Hu, Wu Faxiang, que também era um editor baseado em Nanquim. Wu usou essa técnica pela primeira vez em seu livro Papel de Carta do Estúdio Wistéria (Luoxuan Biangu Jianpu, 蘿軒變古箋譜), publicado em 1626. Tanto Hu quanto Wu usavam relevo para criar papéis de escrita decorativos, cuja venda proporcionava uma renda secundária para o Estúdio dos Dez Bambus.

## Obras publicadas

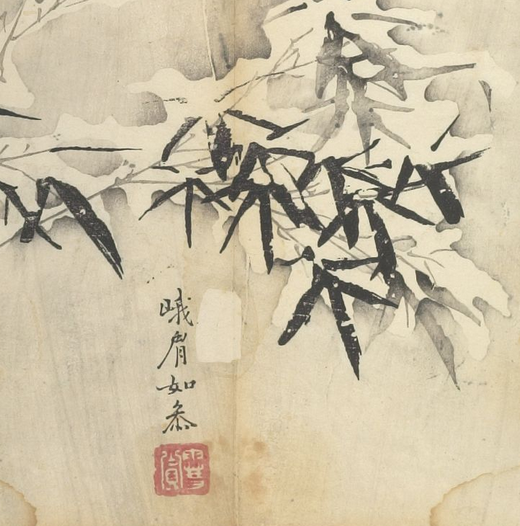
"Bambu na neve", ilustração no Manual do Estúdio dos Dez Bambus de Hu Zhengyuan

O trabalho mais notável de Hu é o Manual do Estúdio dos Dez Bambus de Hu Zhengyuan (Shizhuzhai shuhua, 十竹齋書畫譜), uma antologia de cerca de 320 gravuras de cerca de trinta artistas diferentes (incluindo o próprio Hu), publicada em 1633. É composto por oito seções, abrangendo caligrafia, bambu, flores, rochas, pássaros e animais, ameixas, orquídeas e frutas. Algumas dessas partes foram lançadas anteriormente como volumes únicos. Além de uma coleção de obras de arte, também foi concebido como uma cartilha artística, com instruções sobre a posição e técnica corretas do pincel e várias fotos projetadas para iniciantes copiarem. Embora essas instruções apareçam apenas nas seções sobre orquídeas e bambus, o livro continua sendo o primeiro exemplo de abordagem categórica e analítica da pintura chinesa. Neste livro, Hu usou seus métodos de impressão de blocos múltiplos para obter gradações de cores nas imagens, em vez de contornos ou sobreposições óbvias. O manual é encadernado no estilo "encadernação borboleta" (hudie zhuang, 蝴蝶裝), no qual as ilustrações do fólio inteiro são dobradas de modo que cada uma ocupe uma página dupla. Esse estilo de encadernação permite que o leitor coloque o livro na horizontal para ver uma determinada imagem. A Biblioteca da Universidade de Cambridge lançou uma digitalização completa do manual, incluindo todos os escritos e ilustrações em agosto de 2015. Charles Aylmer, chefe do Departamento de Chinês da Universidade de Cambridge, afirmou: "A encadernação é tão frágil e o manual tão delicado que, até ser digitalizado, nunca pudemos permitir que alguém o examinasse ou estudasse – apesar de sua importância inquestionável aos pesquisadores".
Este volume influenciou a impressão colorida em toda a China, onde abriu caminho para o posterior, mais conhecido Manual do Jardim de Sementes de Mostarda (Jieziyuan Huazhuan, 芥子園畫傳), e também no Japão, onde foi reimpresso e prenunciou o desenvolvimento em xilografia ukiyo-e, do processo de impressão em xilogravura colorida conhecido comonishiki-e (錦絵). A popularidade do Manual do Estúdio dos Dez Bambus de Hu Zhengyan foi tão alta que as tiragens continuaram a ser produzidas até o final da dinastia Qing.
Hu também produziu a obra Papel de Carta do Estúdio dos Dez Bambus (Shizhuzhai Jianpu, 十竹齋箋譜), uma coleção de amostras de papel, que utilizou a técnica de estampagem gonghua para destacar as ilustrações em relevo. Embora fosse principalmente um catálogo de papéis de escrita decorativos, também continha pinturas de rochas, pessoas, vasos rituais e outros assuntos. O livro era encadernado no estilo "embalado" (baobei zhuang, 包背裝), no qual as páginas do fólio são dobradas, empilhadas e costuradas ao longo das bordas abertas. Originalmente publicado em 1644, foi reeditado em quatro volumes entre 1934 e 1941 por Zheng Zhenduo e Lu Xun, e revisado e republicado novamente em 1952.

### Outras publicações
Outros trabalhos produzidos pelo estúdio de Hu incluíram uma reimpressão do manual de caligrafia de sinetes de Zhou Boqi, Os Seis Estilos de Caligrafia, Certo e Errado (Liushu Zheng'e, 六書正譌) e as relacionadas Investigações Necessárias sobre a Caligrafia (Shufa Bi Ji, 書法必稽), que discutiram erros comuns na formação de caracteres. Com seu irmão Zhengxin, Hu editou uma nova edição introdutória dos textos clássicos chineses, intitulada O Texto Padronizado dos Quatro Livros (Sishu Dingben Bianzheng, 四書定本辨正), de 1640, dando a formação e pronúncia corretas do texto. Uma abordagem semelhante foi feita com Fundamentos do Clássico de Mil Caracteres em Seis Caligrafias (Qianwen Liushu Tongyao, 千文六書統要), de 1663, que Hu compilou com a ajuda de seu professor de caligrafia, Li Deng. Foi publicado após a morte de Li, em parte em homenagem a ele.
Os três irmãos Hu trabalharam juntos para reunir uma cartilha estudantil sobre poesia de seu contemporâneo Ye Tingxiu, que foi chamada simplesmente Reflexão sobre Poesia (Shi Tan, 詩譚), de 1635. Outros trabalhos sobre poesia do estúdio incluíram Princípios Úteis para o Funcionamento Sutil de Poemas Tang (Leixuan Tang Shi Zhudao Weiji, 類選唐詩助道微機), que era uma compilação de vários trabalhos sobre poesia e incluía colofões do próprio Hu Zhengyan.
Entre as publicações mais obscuras do estúdio estava um texto sobre dominó chinês, intitulado Pinturas Fuyu (牌統浮玉), escrito sob um pseudônimo, mas com prefácio de Hu Zhengyan.

## Galeria

Obras da editora O Manual do Estúdio dos Dez Bambus de Hu Zhengyuan
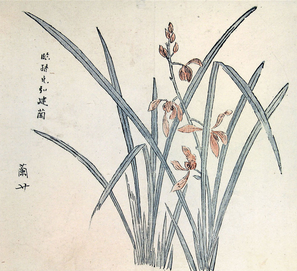
Orquídea
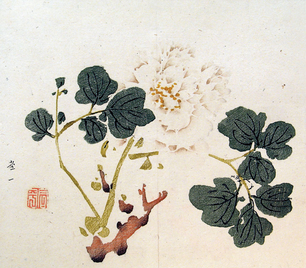
Crisântemo
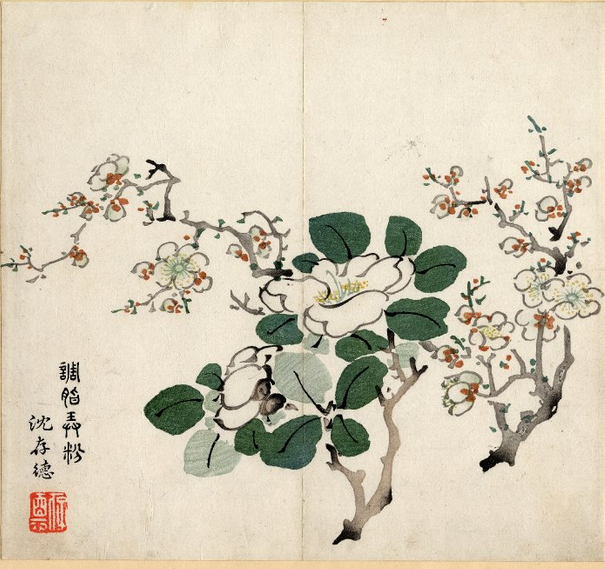
Flor de maçã
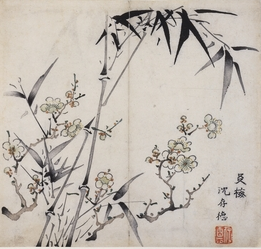
Flor de cerejeira e bambu
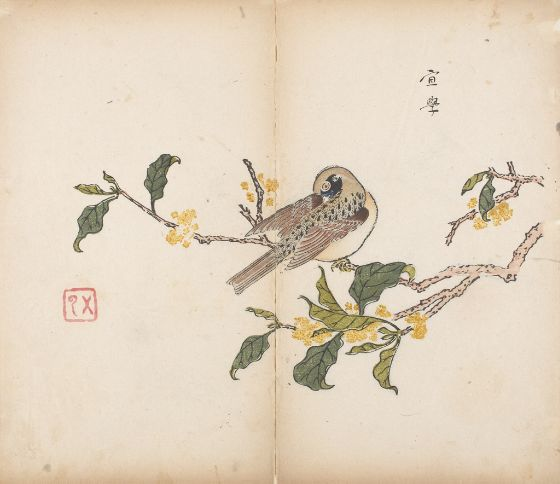
Pássaro em um galho florido
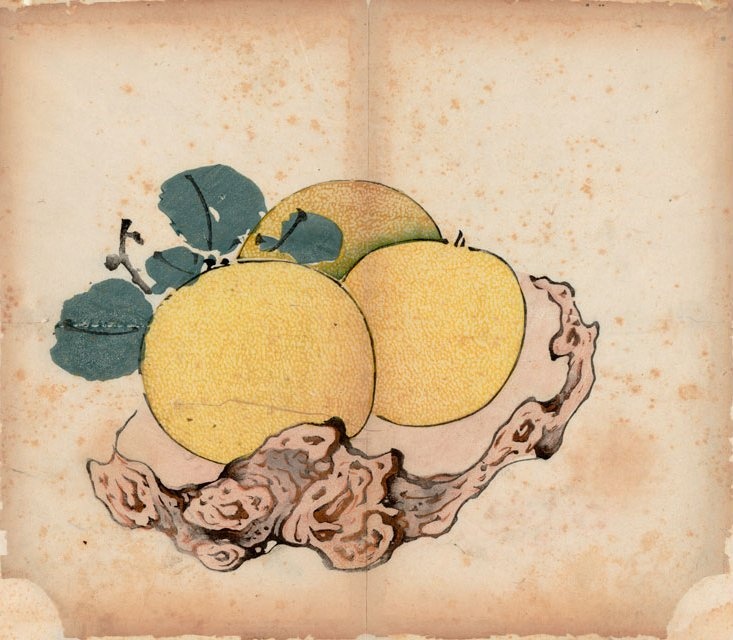
Três laranjas em um suporte atado
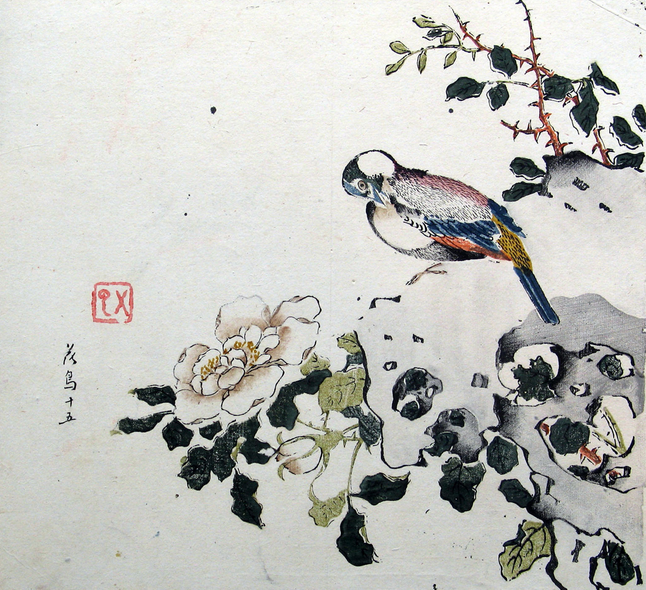
Pássaro em um galho
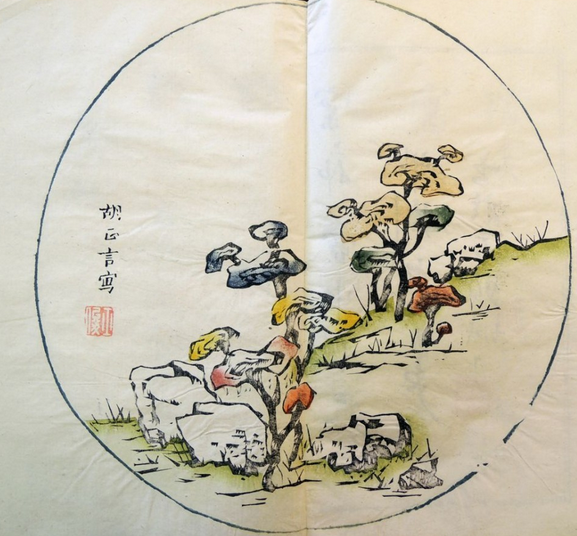
Cogumelos
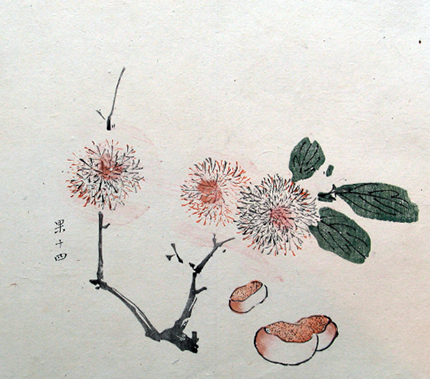
Castanhas
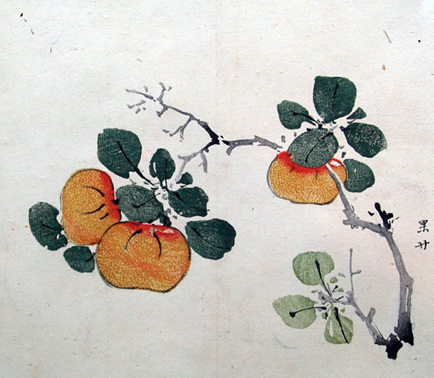
Tangerinas
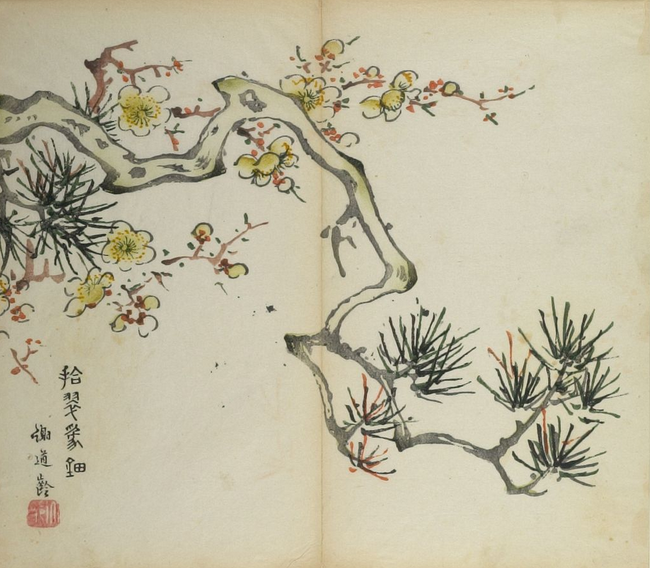
Flores de Ameixa e Pinheiro
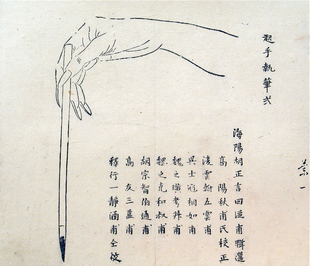
Diagrama da posição correta do pincel